# Salonta
Salonta (pronunciació en romanès: [saˈlonta]; en hongarès: Nagyszalonta, Szalonta, en alemany: Grosssalontha) és una ciutat del comtat de Bihor, a la regió geogràfica de Crișana, al nord-oest de Romania, a prop de la frontera hongaresa.

## Població

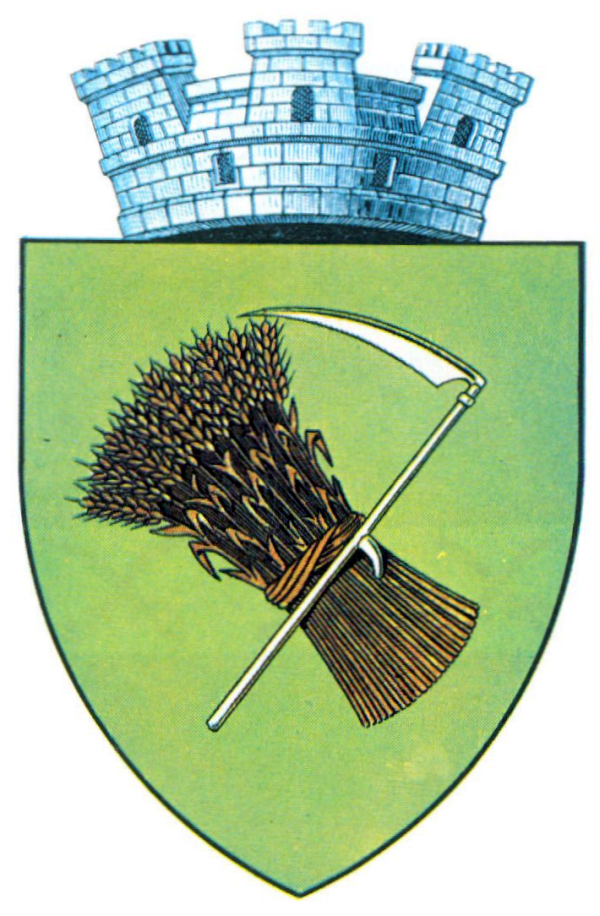
Escut d'entreguerres de Salonta.

Segons el cens romanès del 2011, la ciutat té una població de 17.042 habitants, formada per hongaresos (58,1%), romanesos (38,83%), romanís (2,4%), eslovacs 0,4% i altres (0,5%). Pel que fa a la religió, l'any 2002, el 51,12% eren reformats (calvinistes), el 36,46% romanesos ortodoxos, el 6,56% catòlics i el 5,86% es repartien entre baptistes, grecs-catòlics romanesos, pentecostals i altres confessions.

## Història
La ciutat, una part del Regne d'Hongria, es va documentar per primera vegada el 1214 amb el nom de Zolonta i el 1332 un document papal utilitzava el nom de Zalanta. A partir del 1587 es va seguir l'ortografia hongaresa Szalonta.
Etimològicament, el nom probablement es relaciona amb els d'altres localitats romaneses (noms eslaus) com Slatina, Zlatna o Slănic, el significat romanès del qual és "Sărata" ("Salina"). També es pot derivar de l'hongarès "szalona" ("cansalada"), un terme que té el mateix significat etimològic i, en context regional, el nom de dos pobles contigus probablement està relacionat amb els tipus de creixement d'estoc a la zona: Mădăras, de l'hongarès "madar" ("ocell") i Tulca de l'hongarès "tulok" ("bou") - pot referir-se als nombrosos productors de porcs del seu perímetre.
Fins al segle xvi, només era un petit poble d'uns 300 habitants i estava a la terra de la família Toldi. Una ciutat més gran era el fort de Culiser, que fou destruït pels turcs el 1598.
Culiser no es va reconstruir mai i Salonta va començar a tenir un paper més important a la regió després del 1606, quan el príncep de Transsilvània, Stephan Bocskai, va instal·lar-hi 300 soldats i els va apropiar terres. Van construir les seves pròpies granges, però van haver de mantenir les armes preparades per repel·lir un atac dels turcs. El 3 de juny, el dia en què es van establir els soldats, avui es declara "el dia de la ciutat". Tanmateix, els turcs otomans van capturar la ciutat el 1660 i, com a "Salanta", es va convertir en el centre sanjak de Varat vilayet fins al 1692.
El poeta hongarès del segle xix János Arany va néixer i va viure a Salonta la major part de la seva vida. Lajos Zilahy, un altre destacat autor hongarès, també va néixer a Salonta el 27 de març de 1891.
Salonta, juntament amb tota Transsilvània, va passar a formar part de Romania amb el Tractat de Trianon del 1920. Del 1940 al 1944, arran del Segon Arbitratge de Viena, va formar part d'Hongria; després de la Segona Guerra Mundial, els tractats de pau de París van reafirmar la frontera del Trianon.

## Clima i geografia
Salonta té un clima humit continental, amb estius càlids a calorosos i hiverns freds a molt freds, però relativament poca neu. La precipitació mitjana anual és de 578 mm cúbics (35,2 polzades). La temperatura mitjana de gener és de −2.4 °C i al juliol és de 20.7 °C (mitjanes per a baix i alt). Es troba a les planes a l'oest dels Carpats d' Apuseni a una elevació entre 91 i 100 m.

## Economia
Salonta és famosa a tot el país pels seus embotits Salam de Salonta que s'han produït des dels anys setanta. La majoria de fàbriques de propietat estatal construïdes durant el període comunista van entrar en fallida des del 1989. No obstant això, durant la dècada de 2000, hi ha hagut una considerable inversió estrangera directa en petites fàbriques i plantes de muntatge, especialment en la indústria de la confecció.
El 2008, Inteva Products LLC, una gran multinacional, va iniciar la producció a les seves instal·lacions de Salonta, l'única que la companyia té a Romania i una de cada cinc a tot l'Europa central i oriental. Inteva produeix cables i pestells i altres peces de cotxes a les instal·lacions de Salonta.

## Curiositats
La ciutat de Salonta va acollir el Campionat Nacional d'Aeromodelisme (Romanian Campionat National Gliders Championship) del 2006 i el seu equip, Metalul Salonta, ha guanyat el campionat diverses vegades.

## Esports
Bàsquet: C.S.S. "TEODOR NES" SALONTA
Tengo Salonta és l'equip de tennis de futbol de Salonta, un club amb molt d'èxit en l'àmbit nacional i també actual campió de la Copa Mundial de Clubs de futbol, títol aconseguit el 2017 després d'un 3-1 a la final contra el club txec de Karlovy Vary, l'amfitrió del torneig.
El futbol també és un esport amb una llarga tradició a la ciutat situada a prop de la frontera hongaresa. Olimpia Salonta és l'equip de Salonta, que es va fundar el 1911, el club va jugar majoritàriament a la Lliga III i la Lliga IV, amb 31 temporades jugades a la tercera lliga del sistema de lligues de futbol romanès.
Durant deu anys, entre el 2003 i el 2013, a Salonta va existir un altre club de futbol, el CF Liberty Oradea, un club amb una forta acadèmia a nivell nacional que va promoure molts jugadors interessants amb el pas del temps, fins i tot aconseguint una promoció a la Lliga I el 2006, però el club va vendre el seu lloc a UTA Arad i mai va jugar al més alt nivell del futbol romanès.

## Relacions Internacionals

### Pobles bessons: ciutats germanes
Salonta està agermanada amb:
- Csepel, Hongria
- Hajdúböszörmény, Hongria
- Nagykőrös, Hongria
- Rimavská Sobota, Eslovàquia
- Sarkad, Hongria (des del 2001)
- Túrkeve, Hongria (des del 1994)
- Derecske, Hongria
- Békéscsaba, Hongria

## Galeria d'imatges

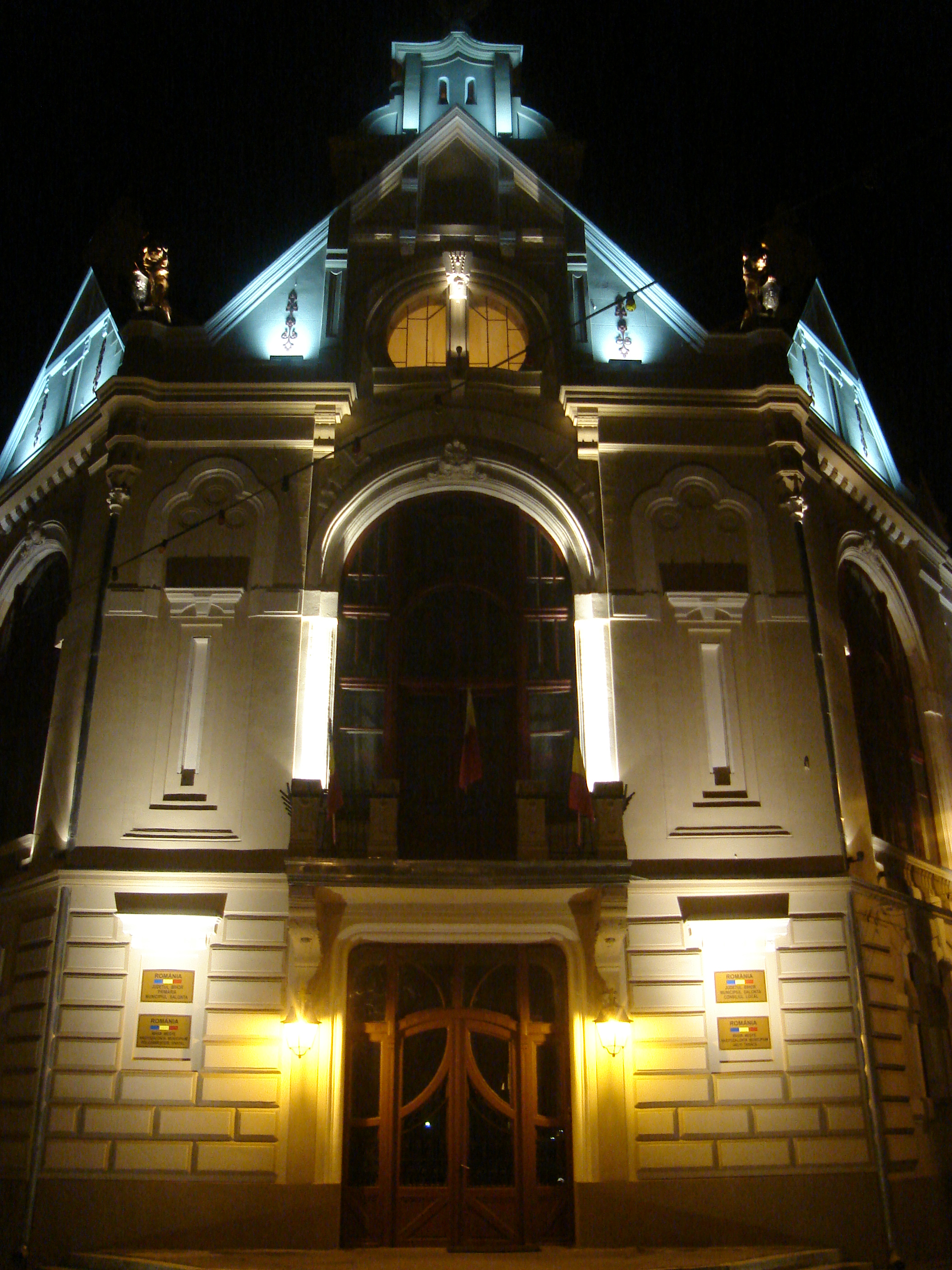
El frontal de l'Ajuntament de Salonta
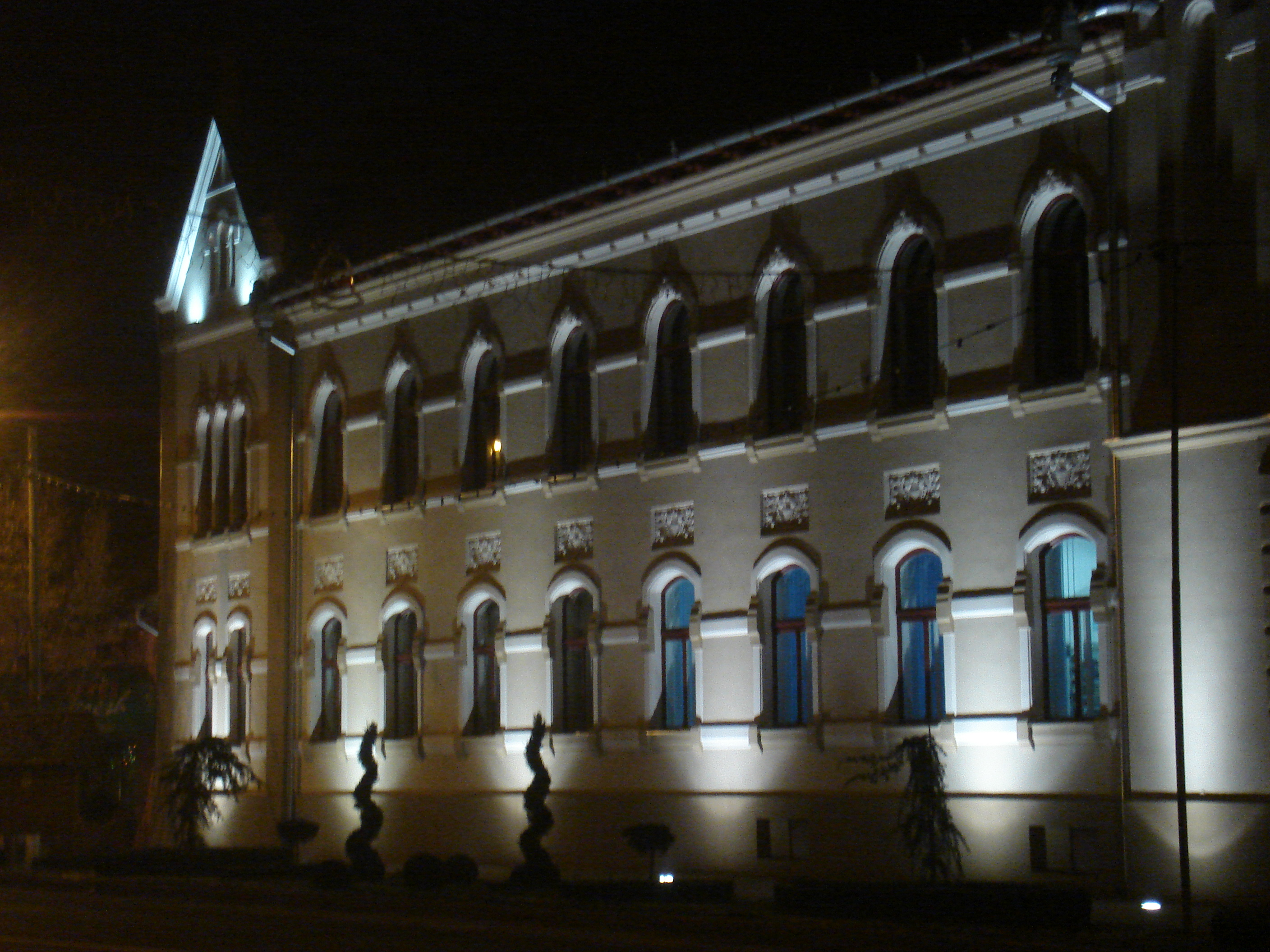
Ajuntament
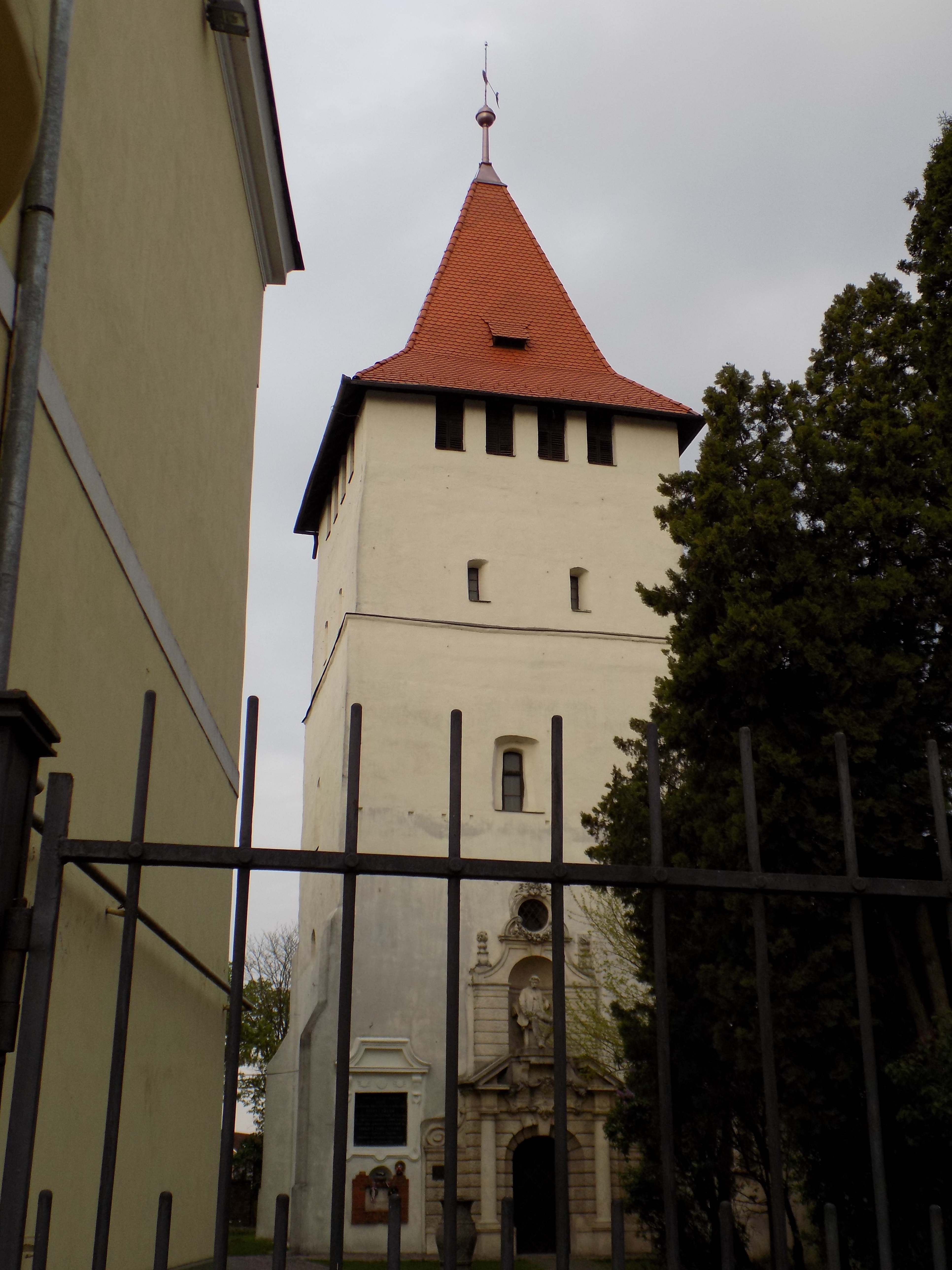
Torre de Ciunt
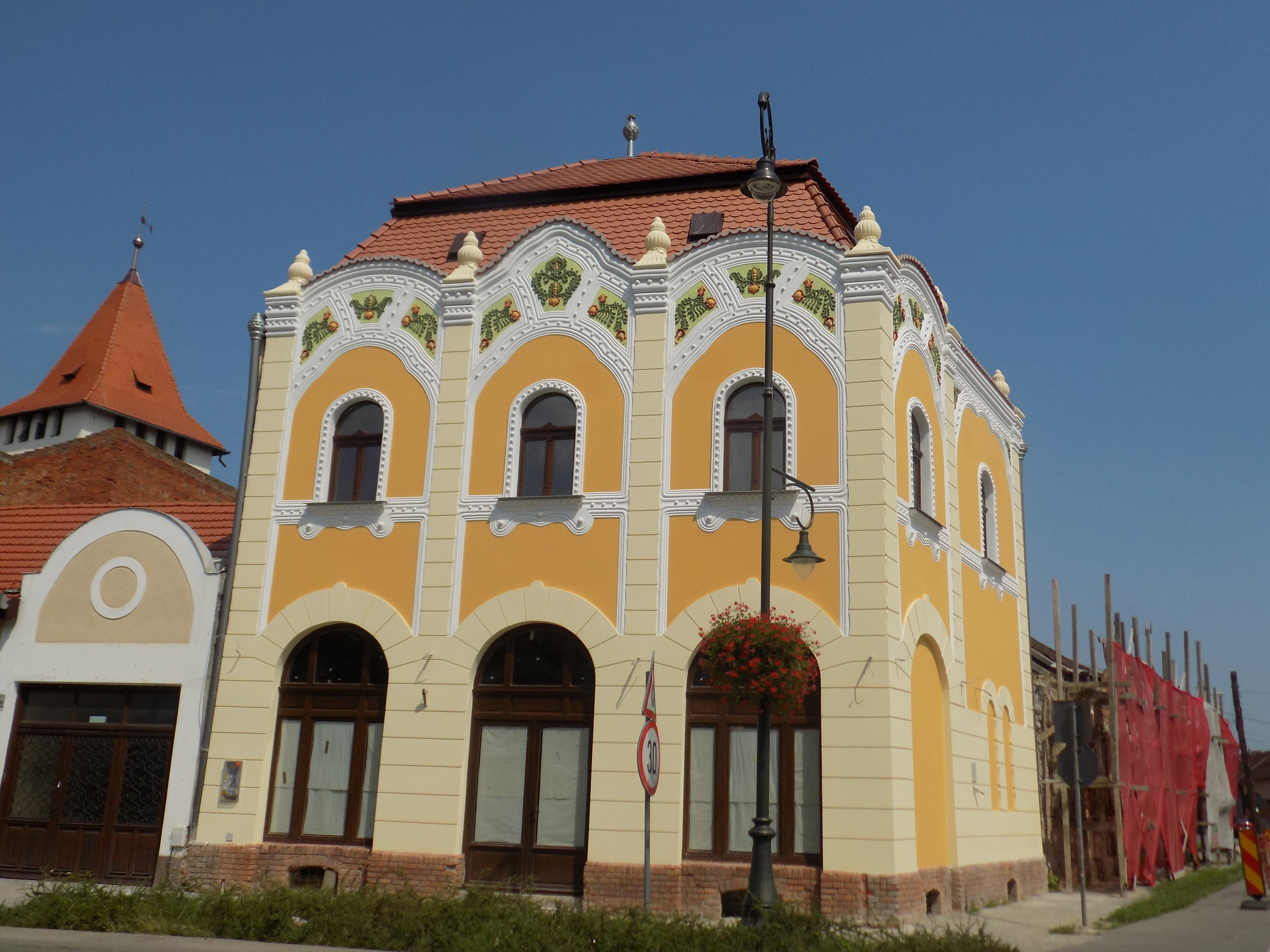
Róth House
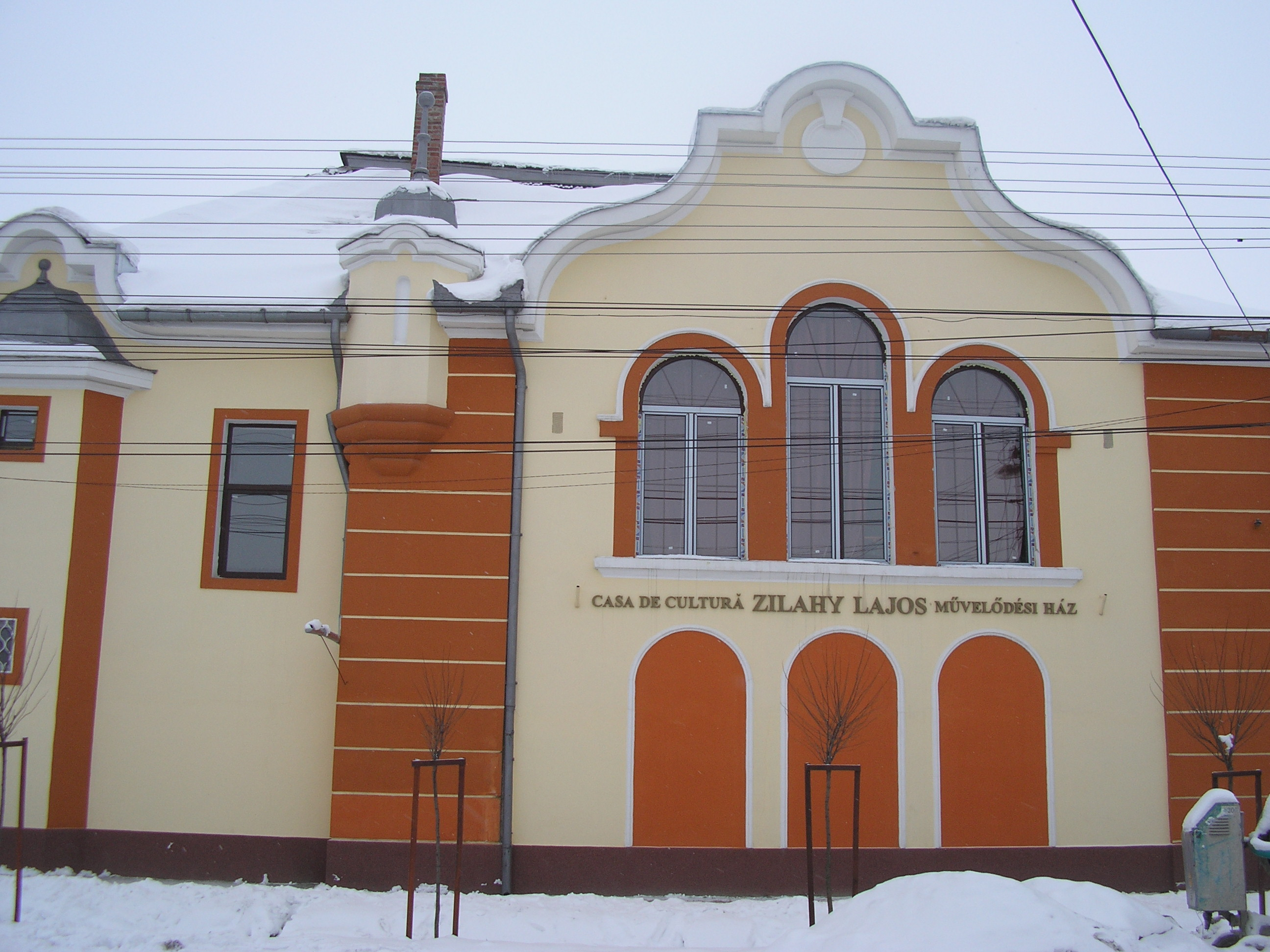
Casa de Cultura
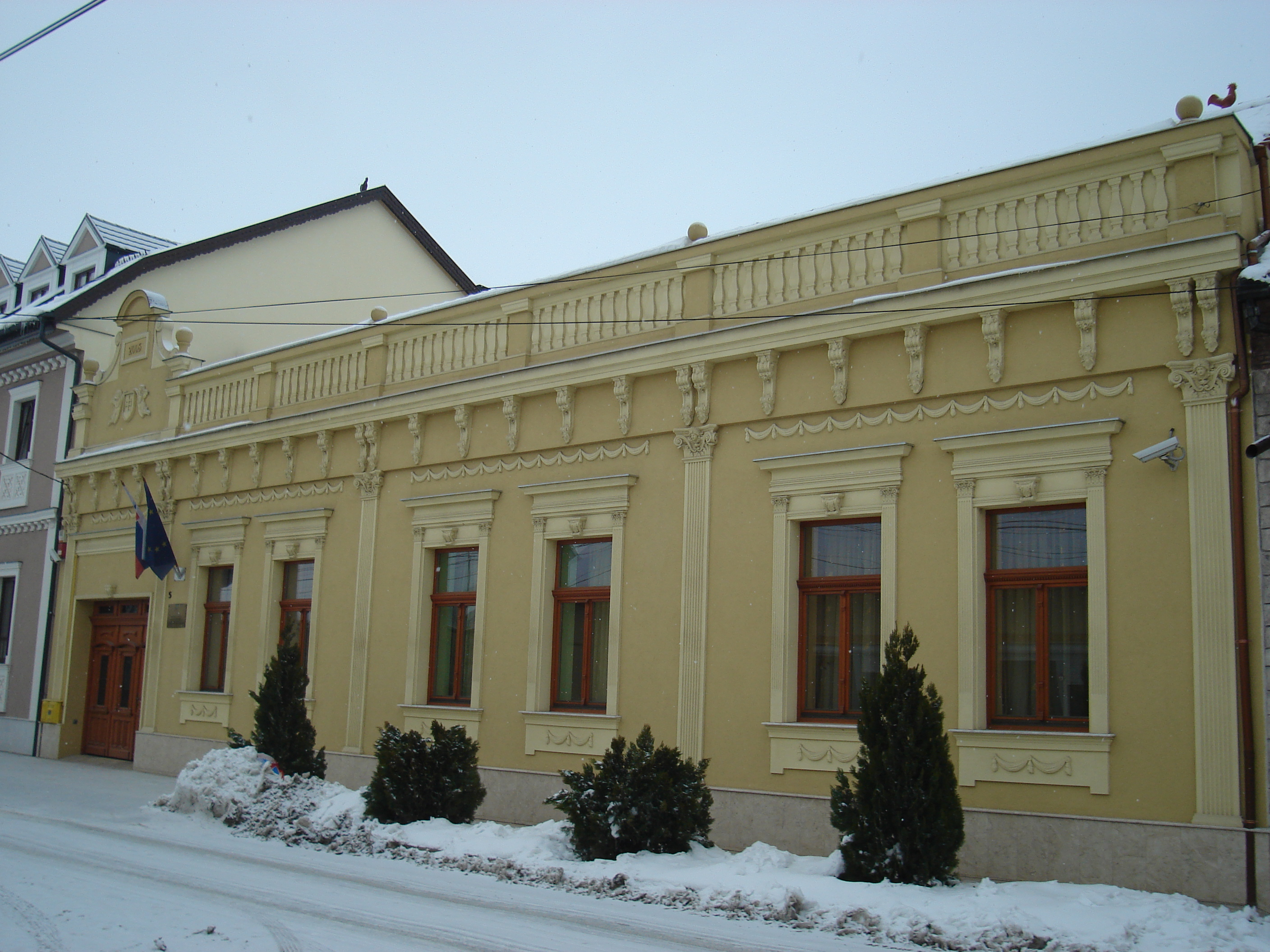
Consolat d'Eslovàquia
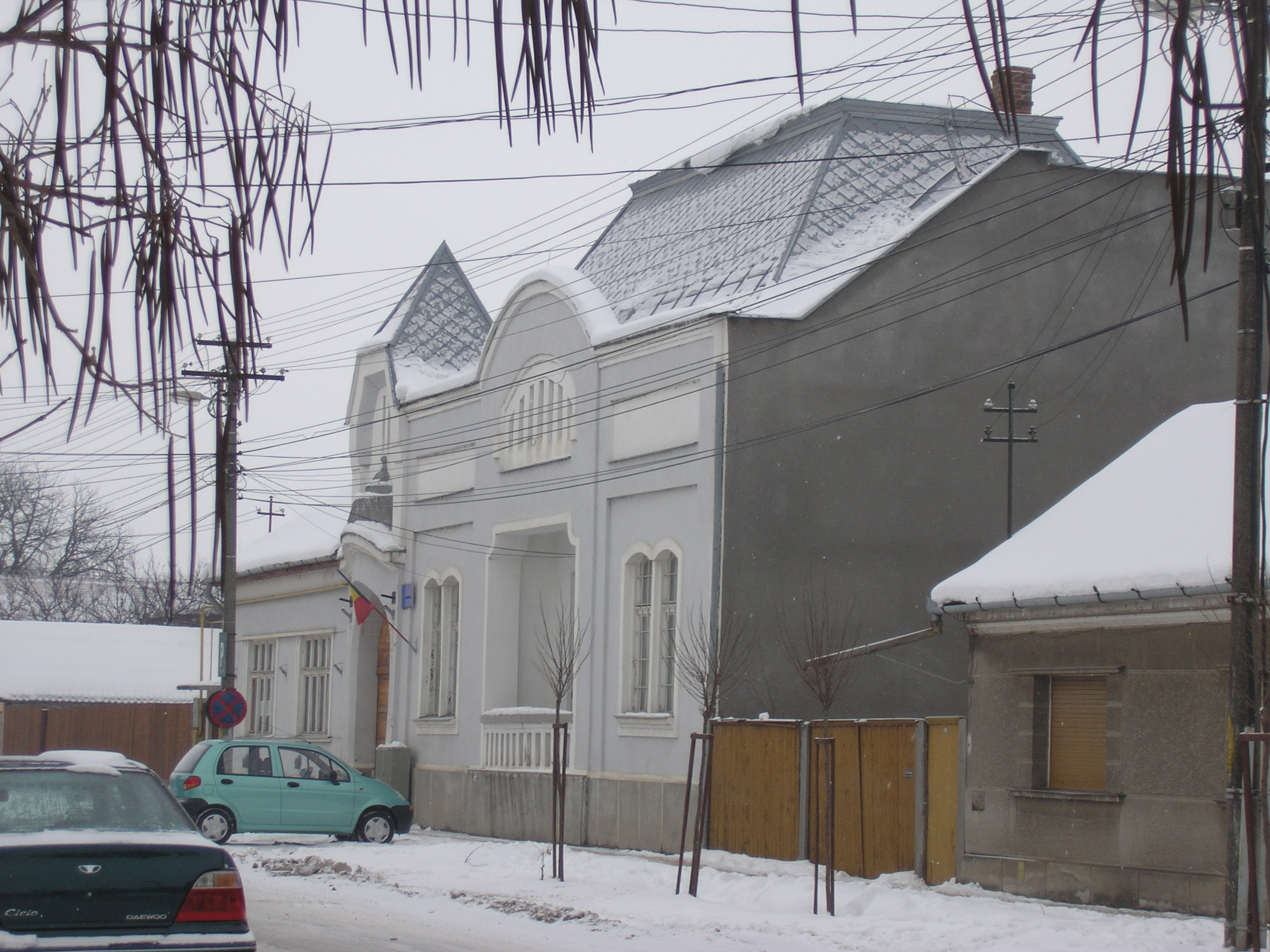
El Tribunal
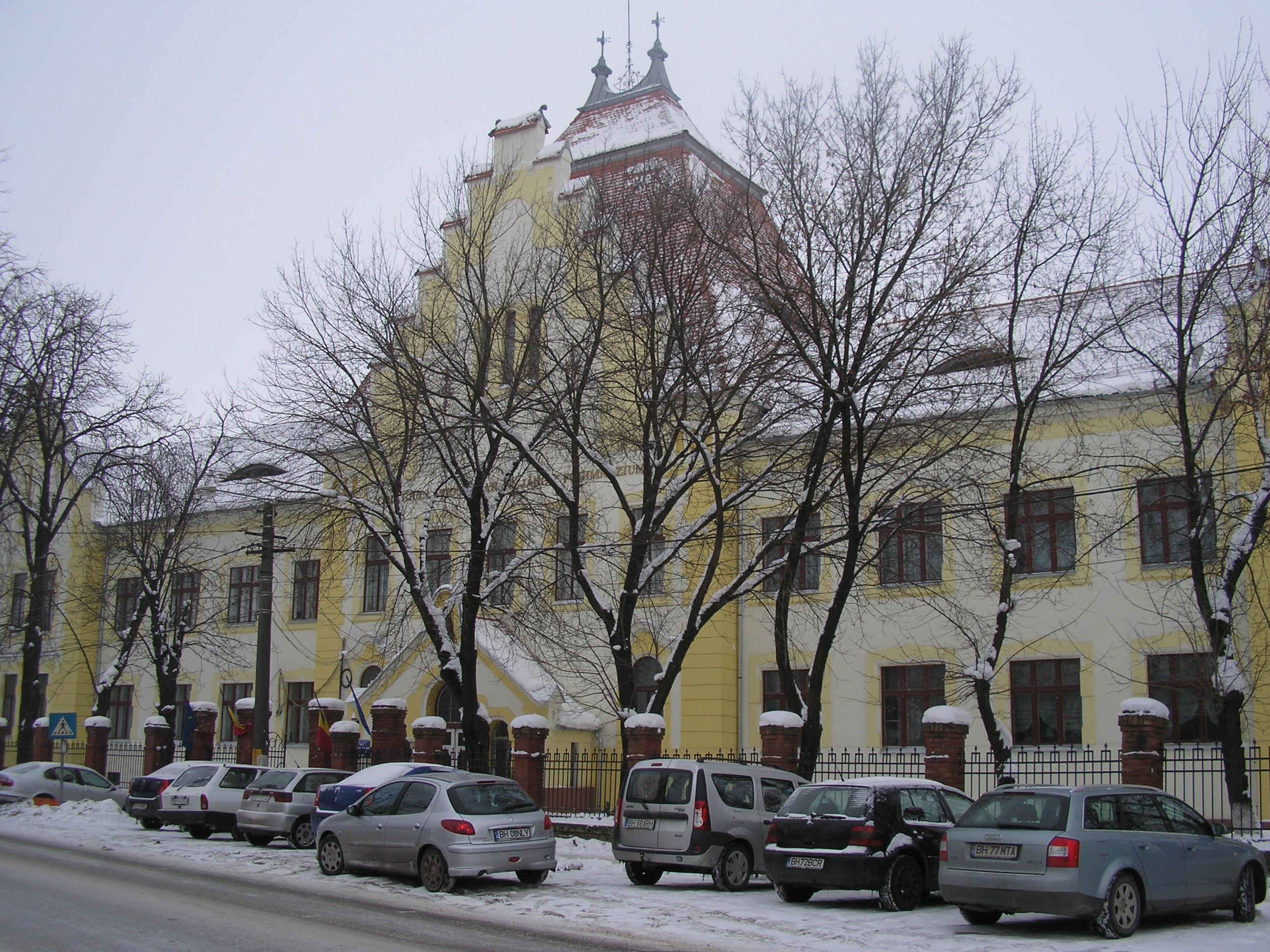
Col·legi Nacional Teodor Neș
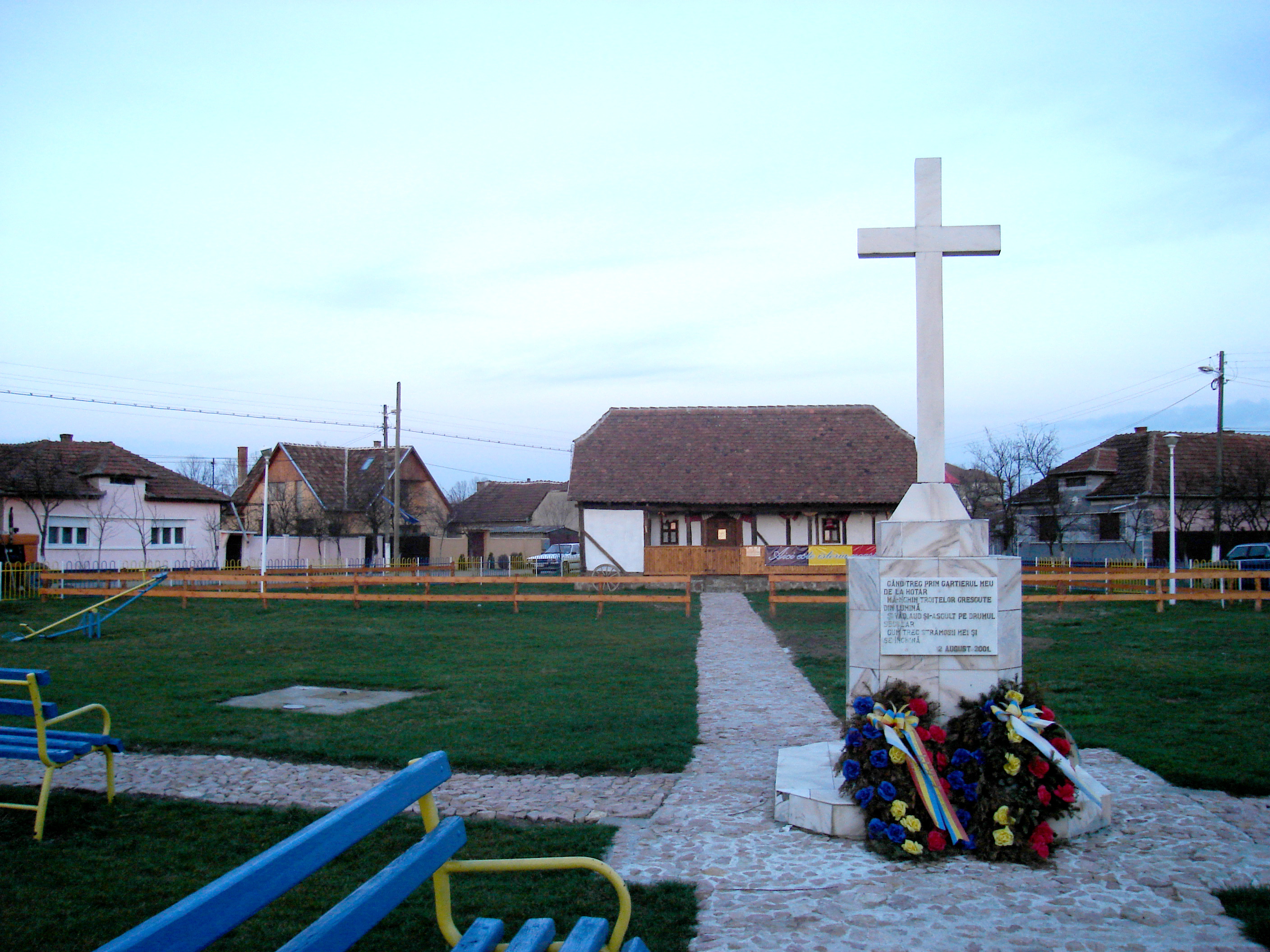
El panorama del Museu de la Pagesia
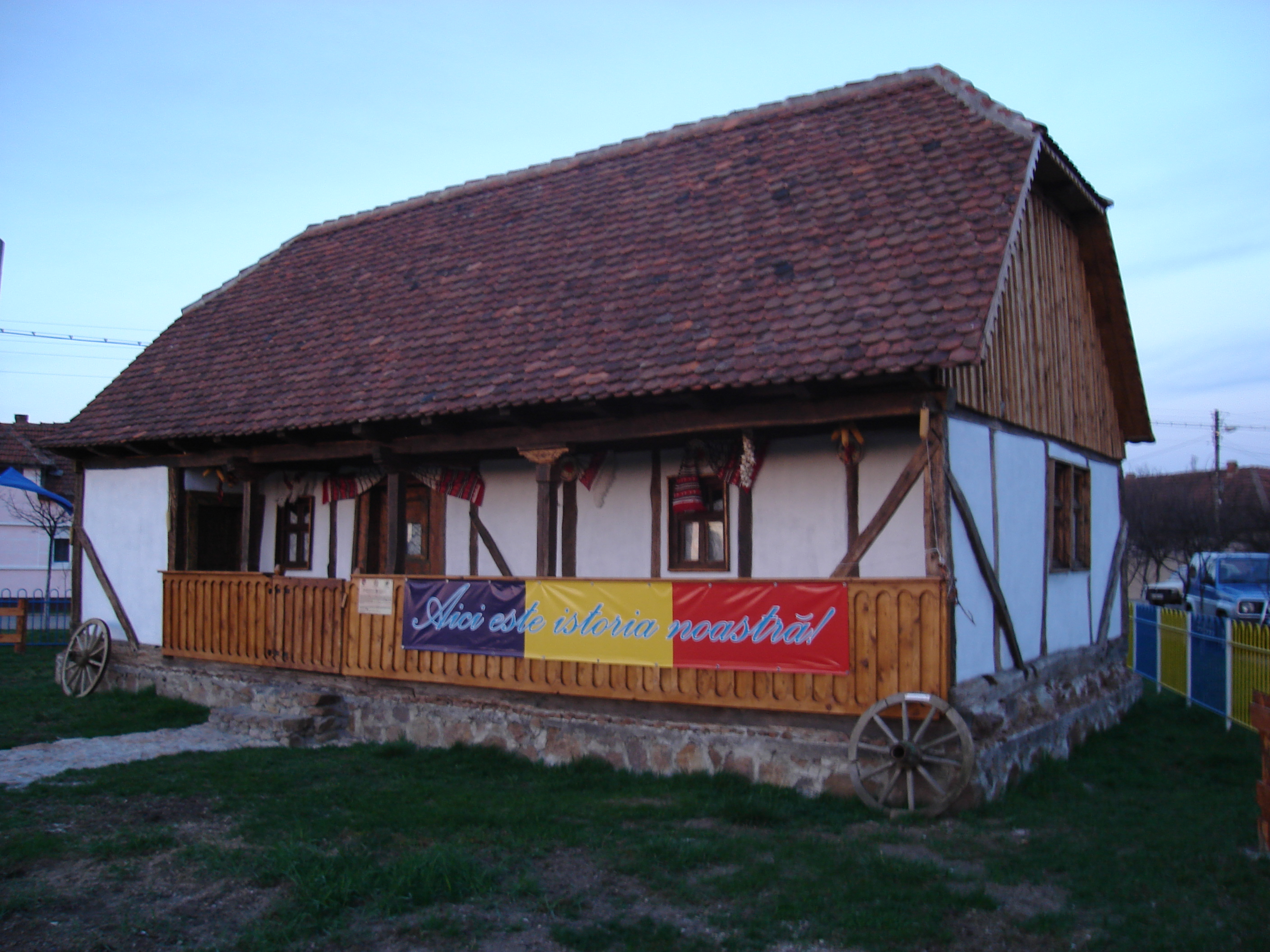
El Museu de la Pagesia
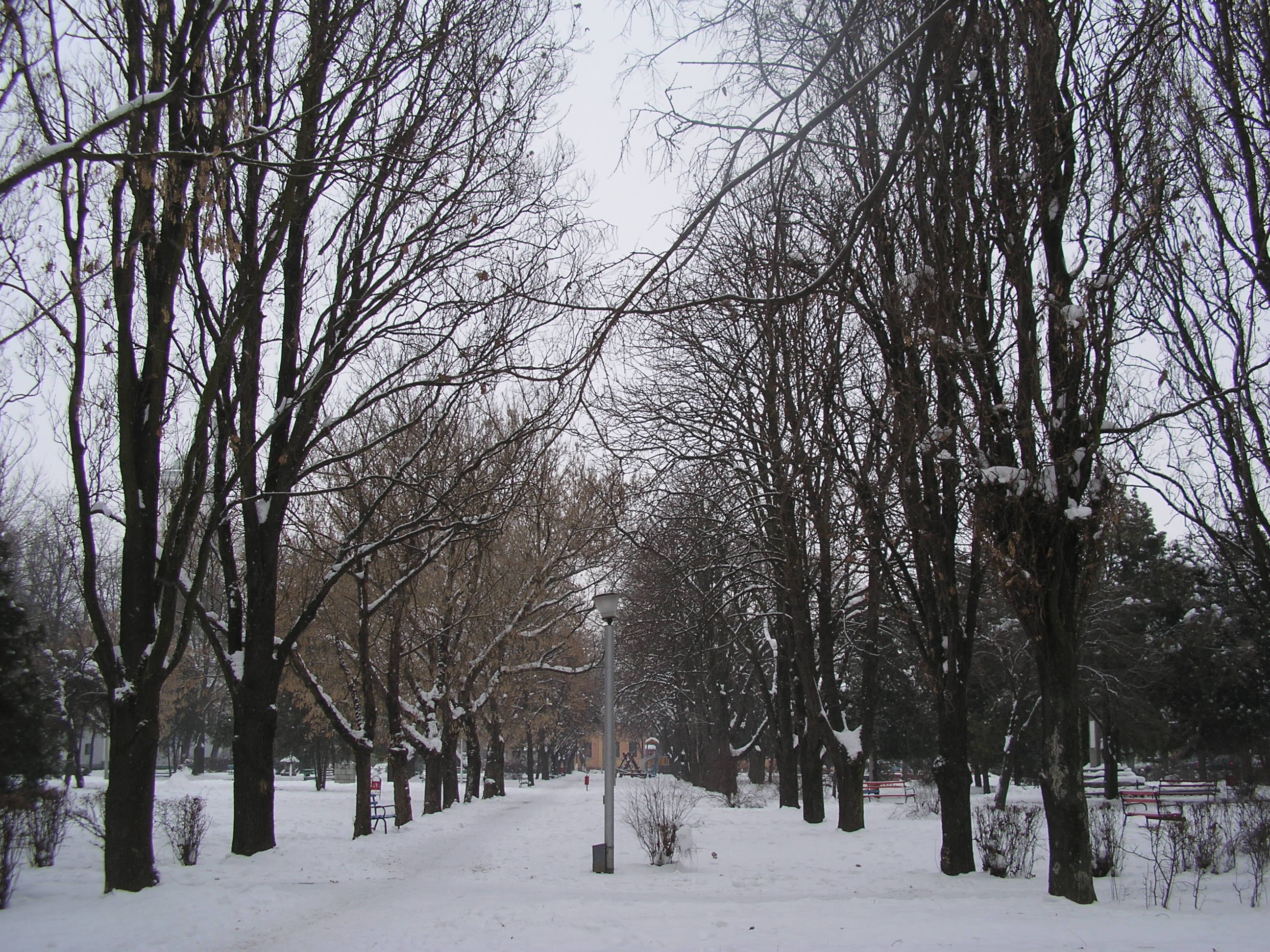
Parc Central
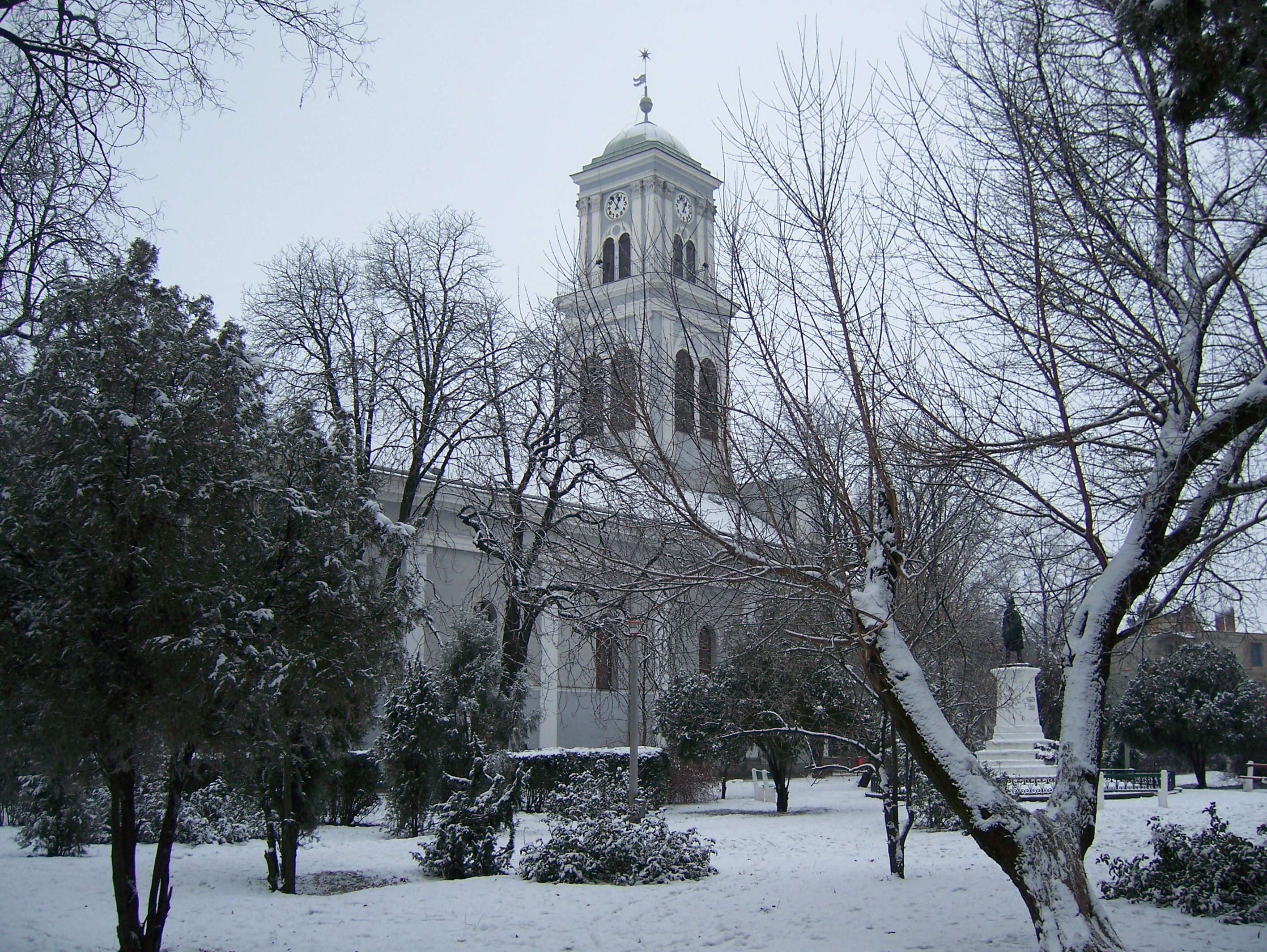
Catedral reformada
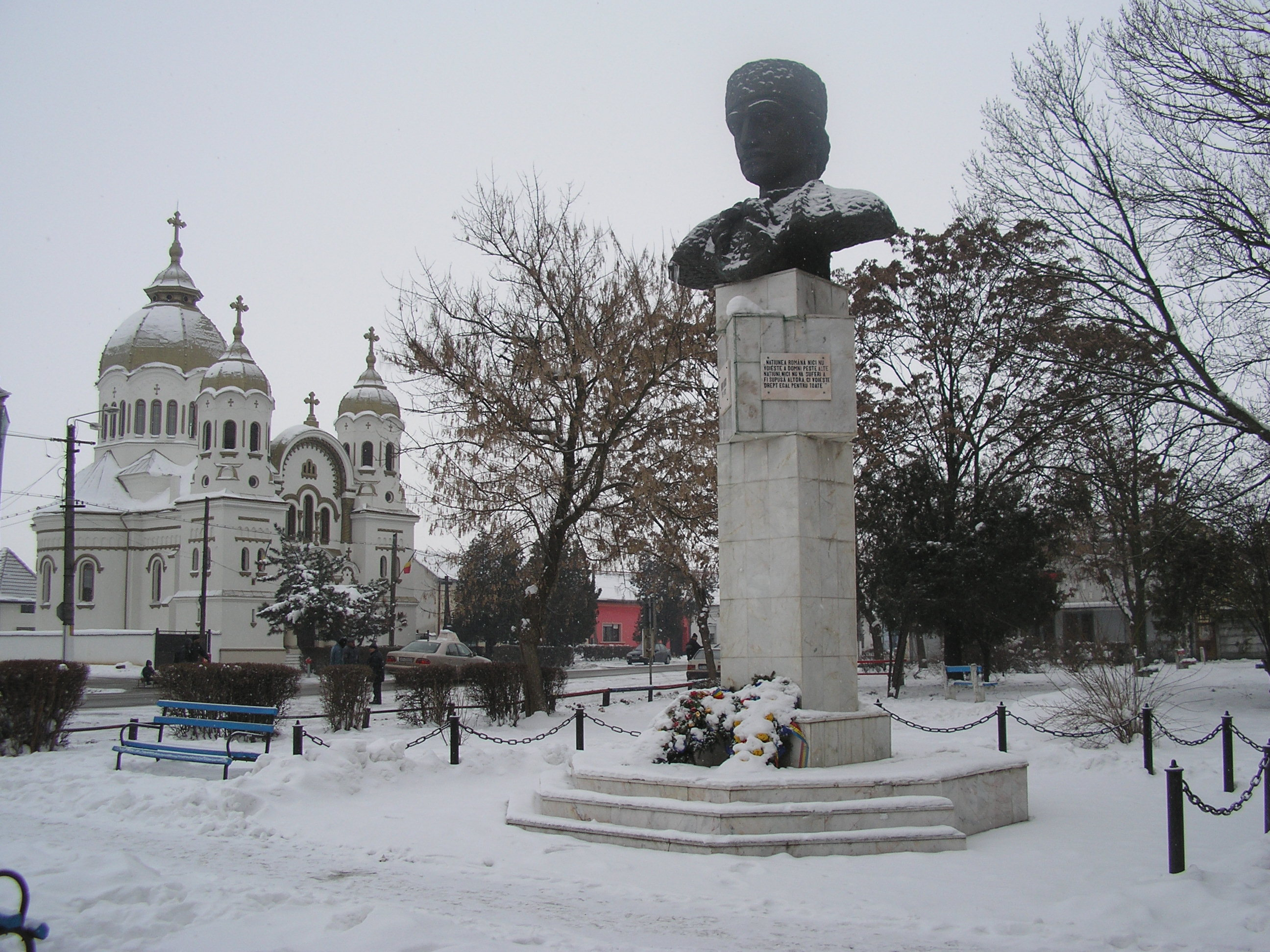
Església Ortodoxa
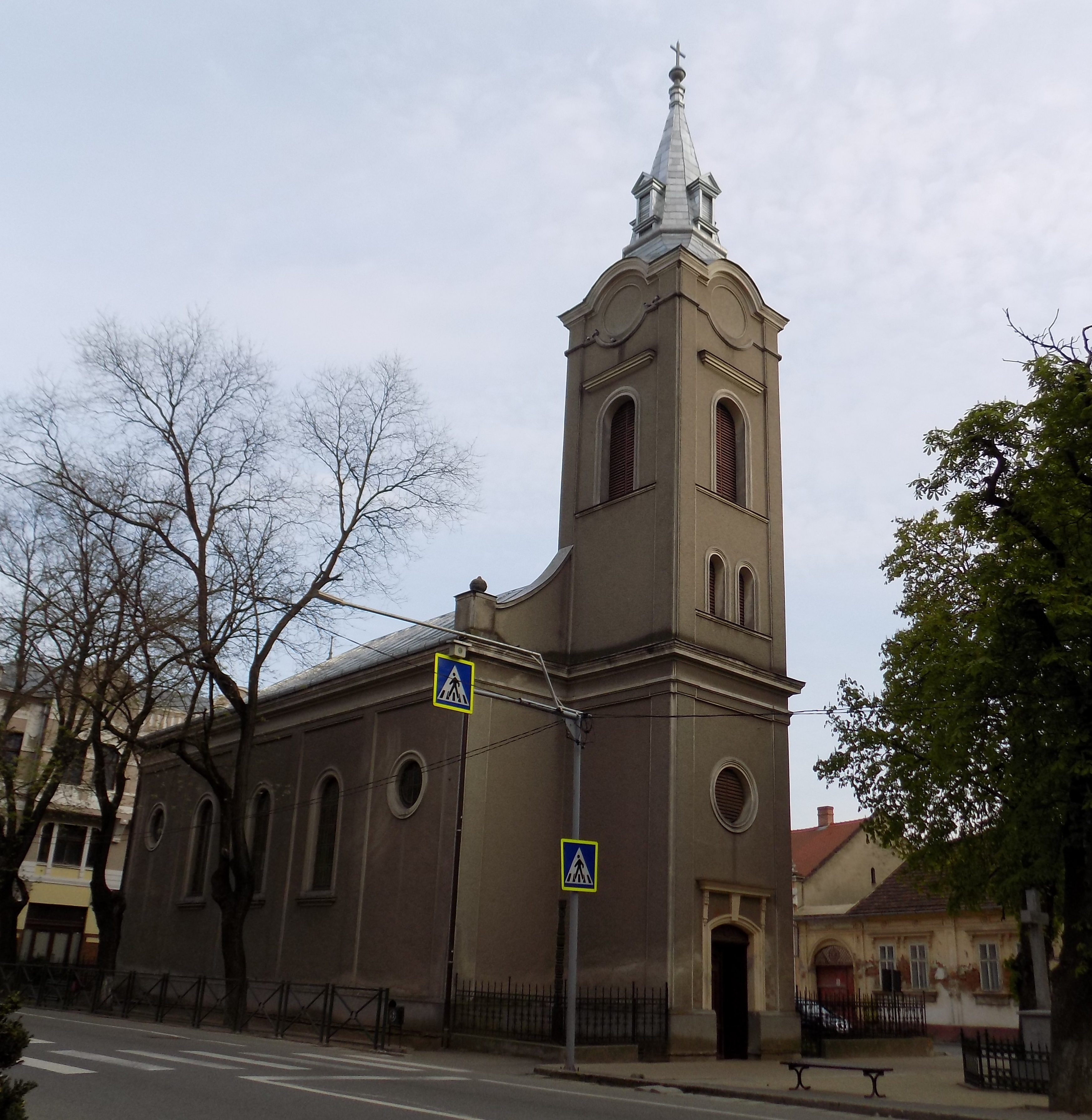
Església catòlica
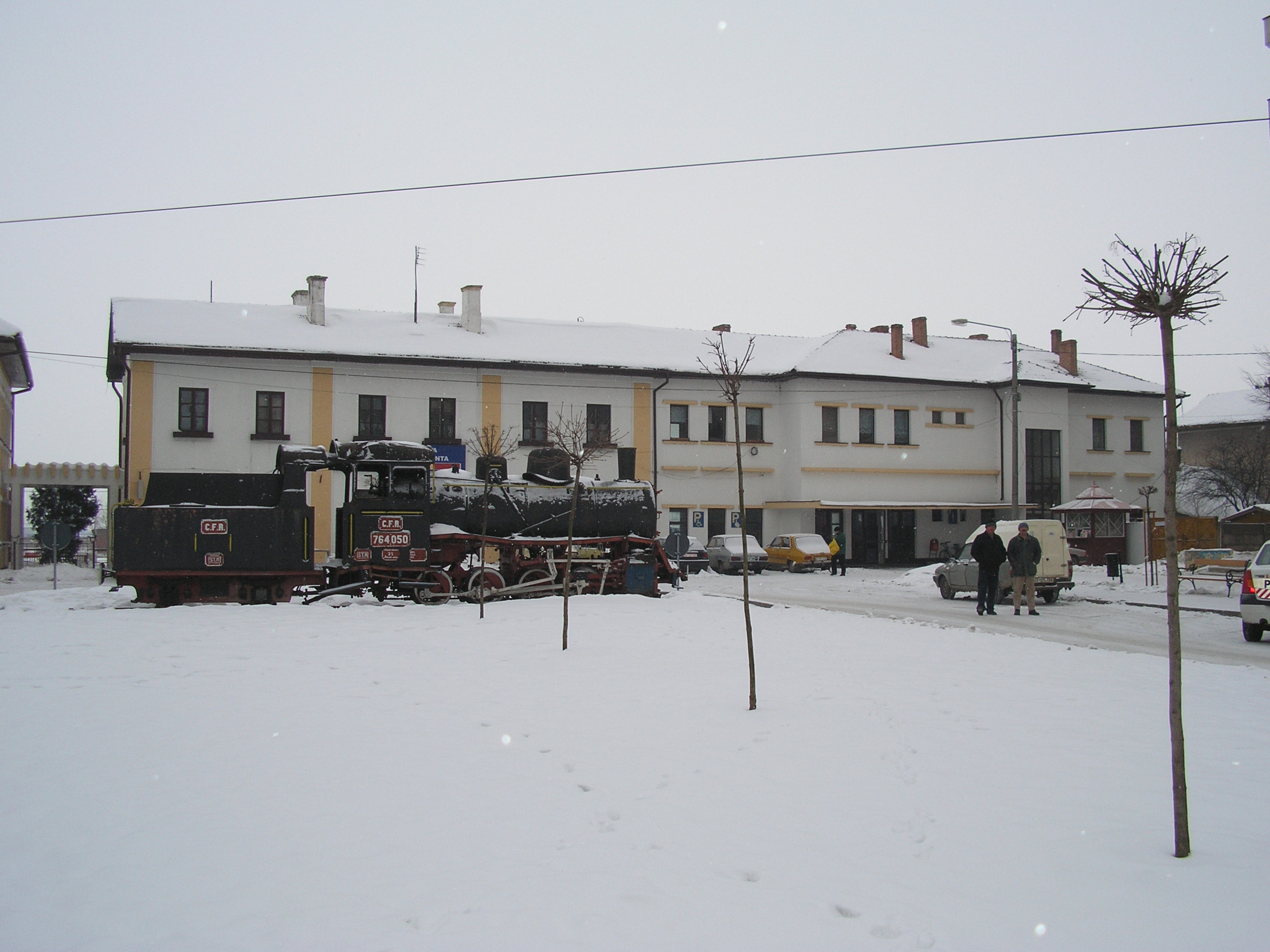
Monument del tren i l'estació de ferrocarril
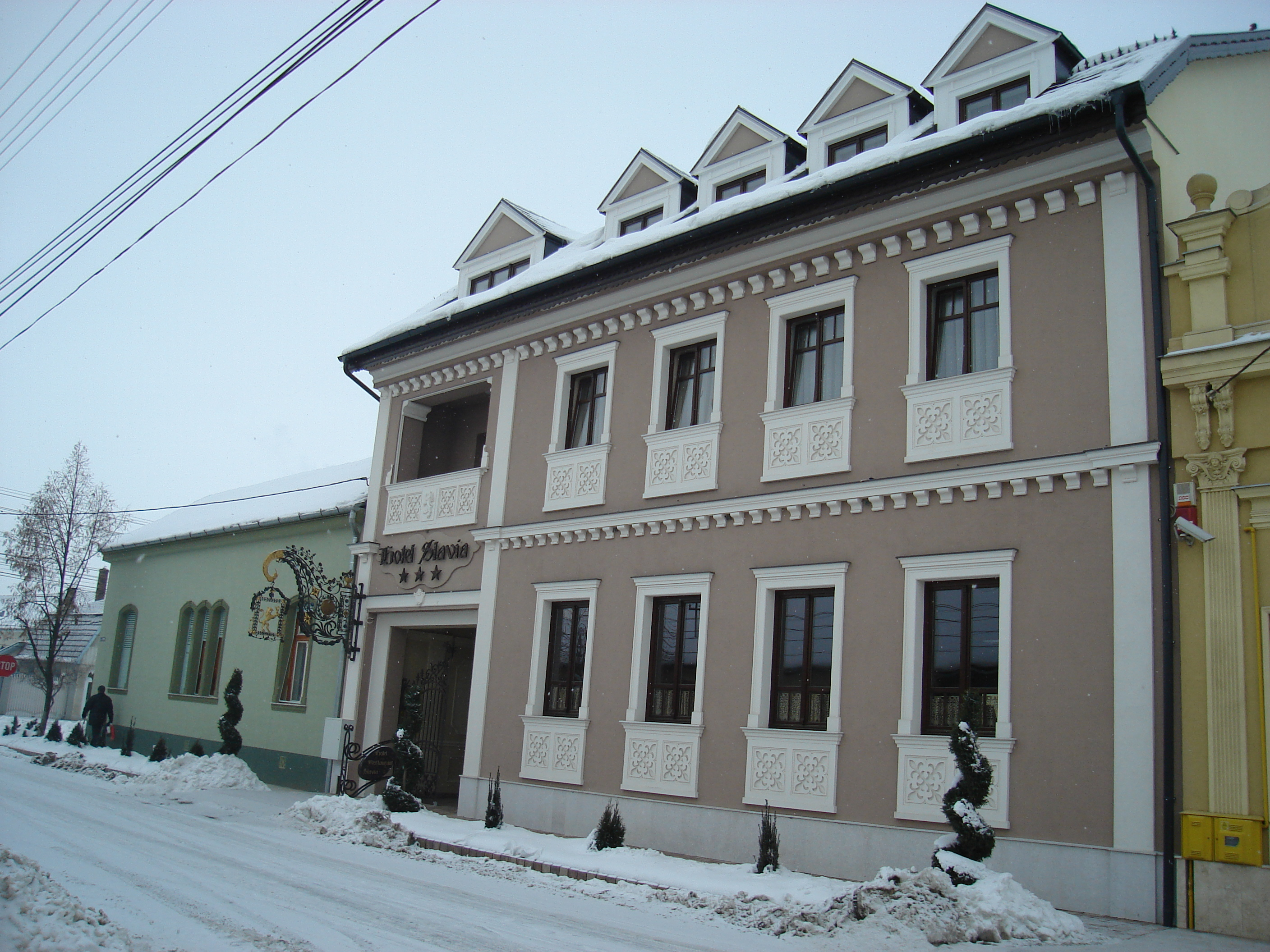
Hotel Slavia
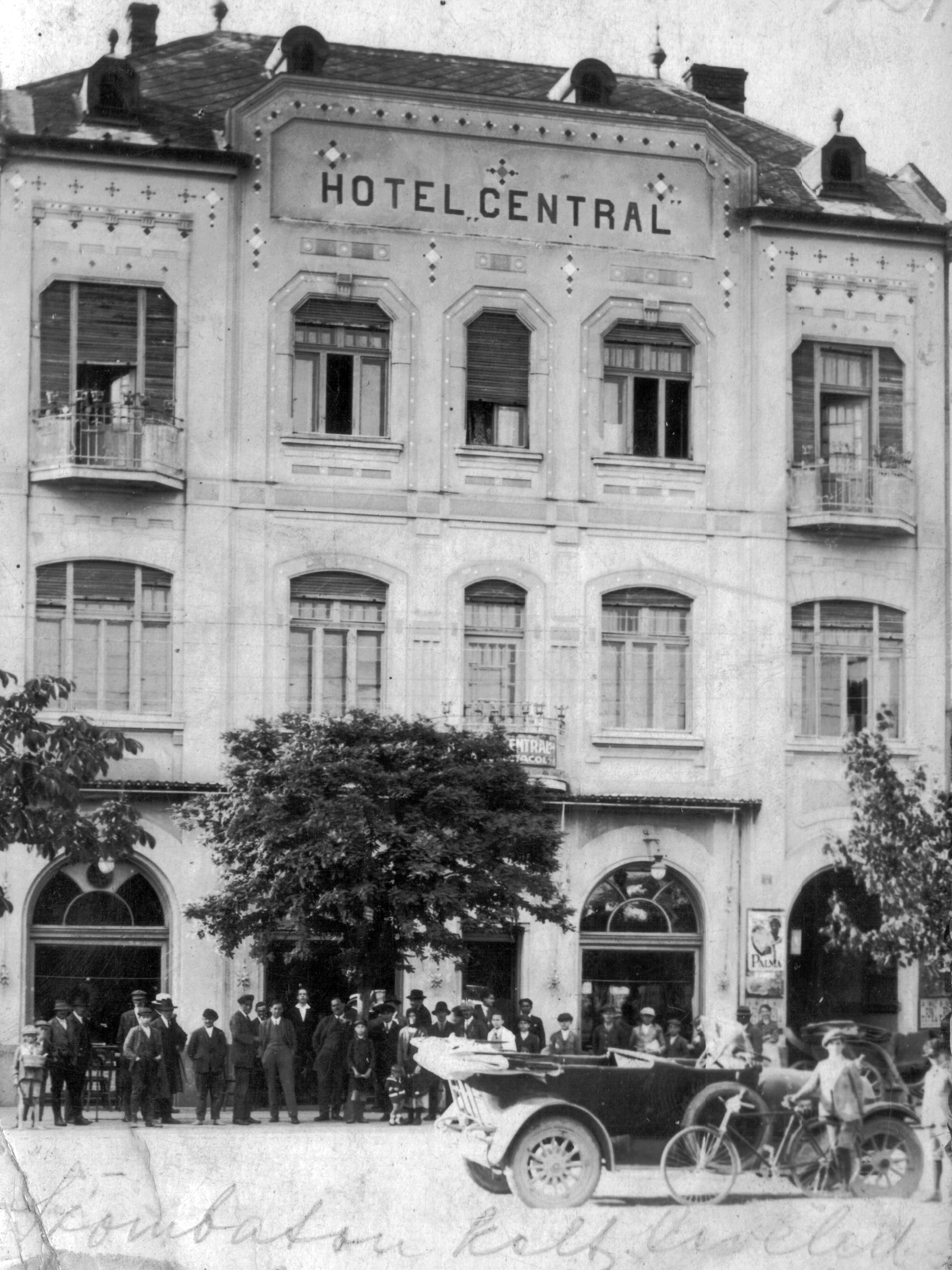
Central Hotel el 1932
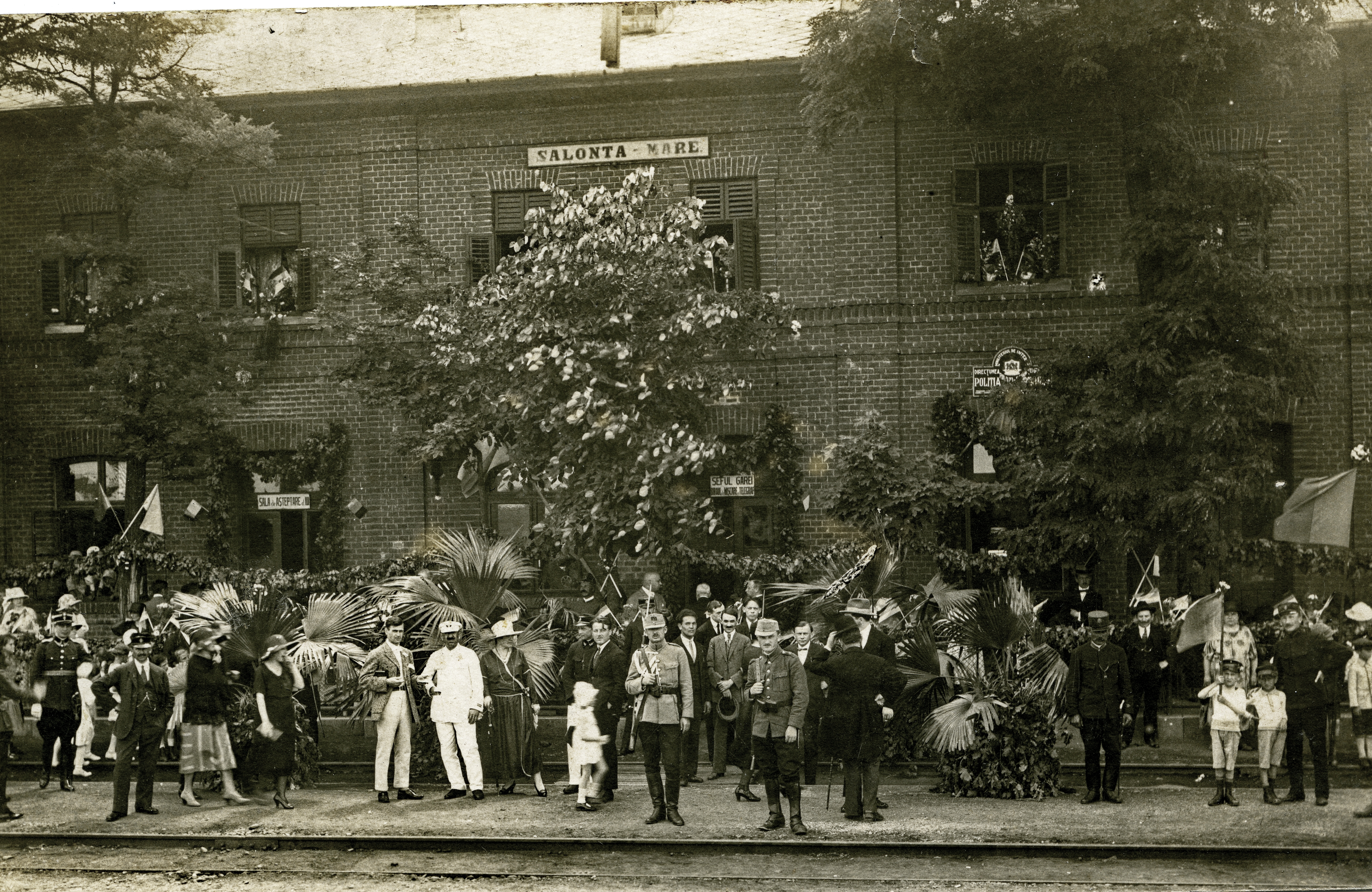
L'estació de ferrocarril el 1921
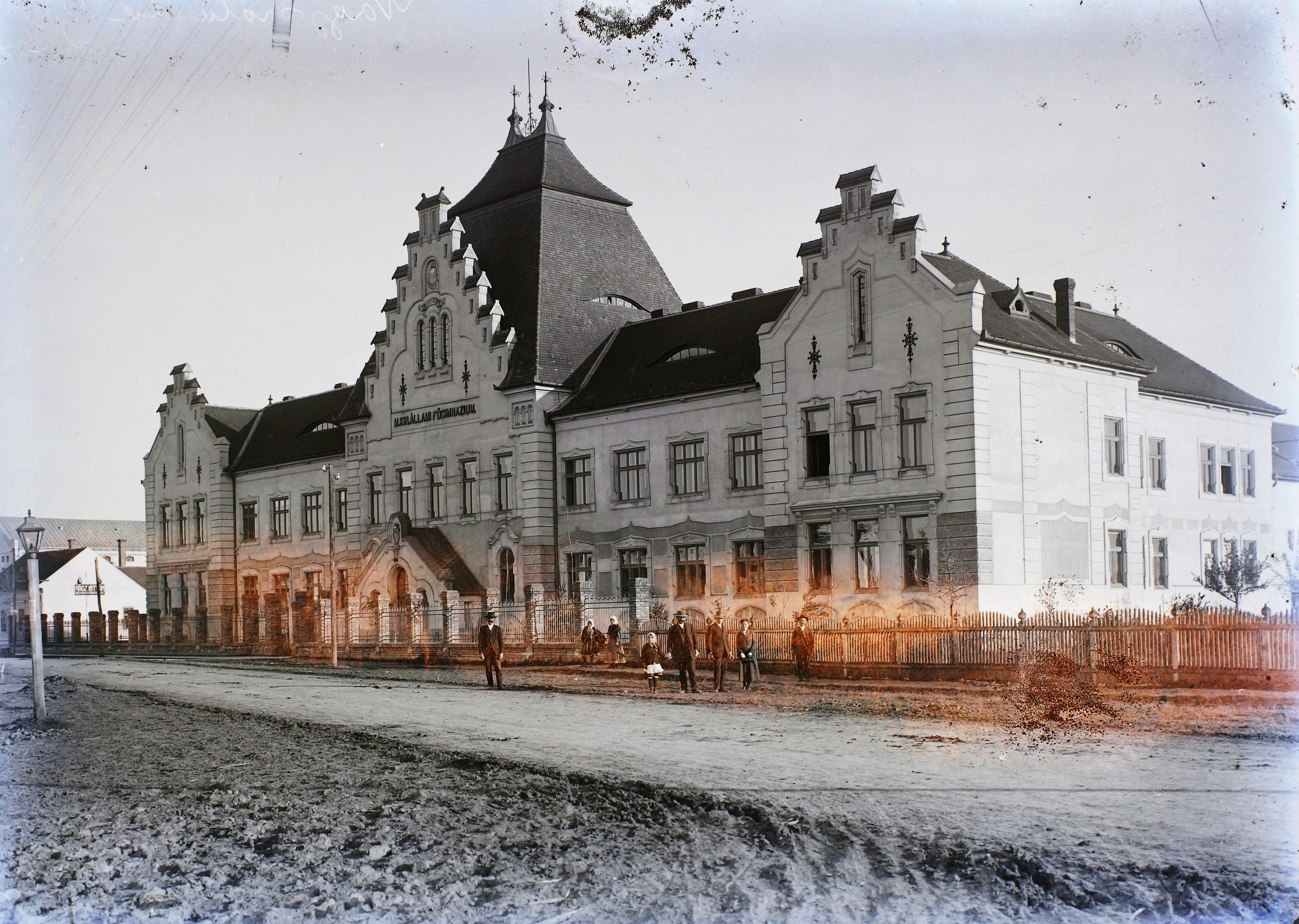
L'institut el 1907
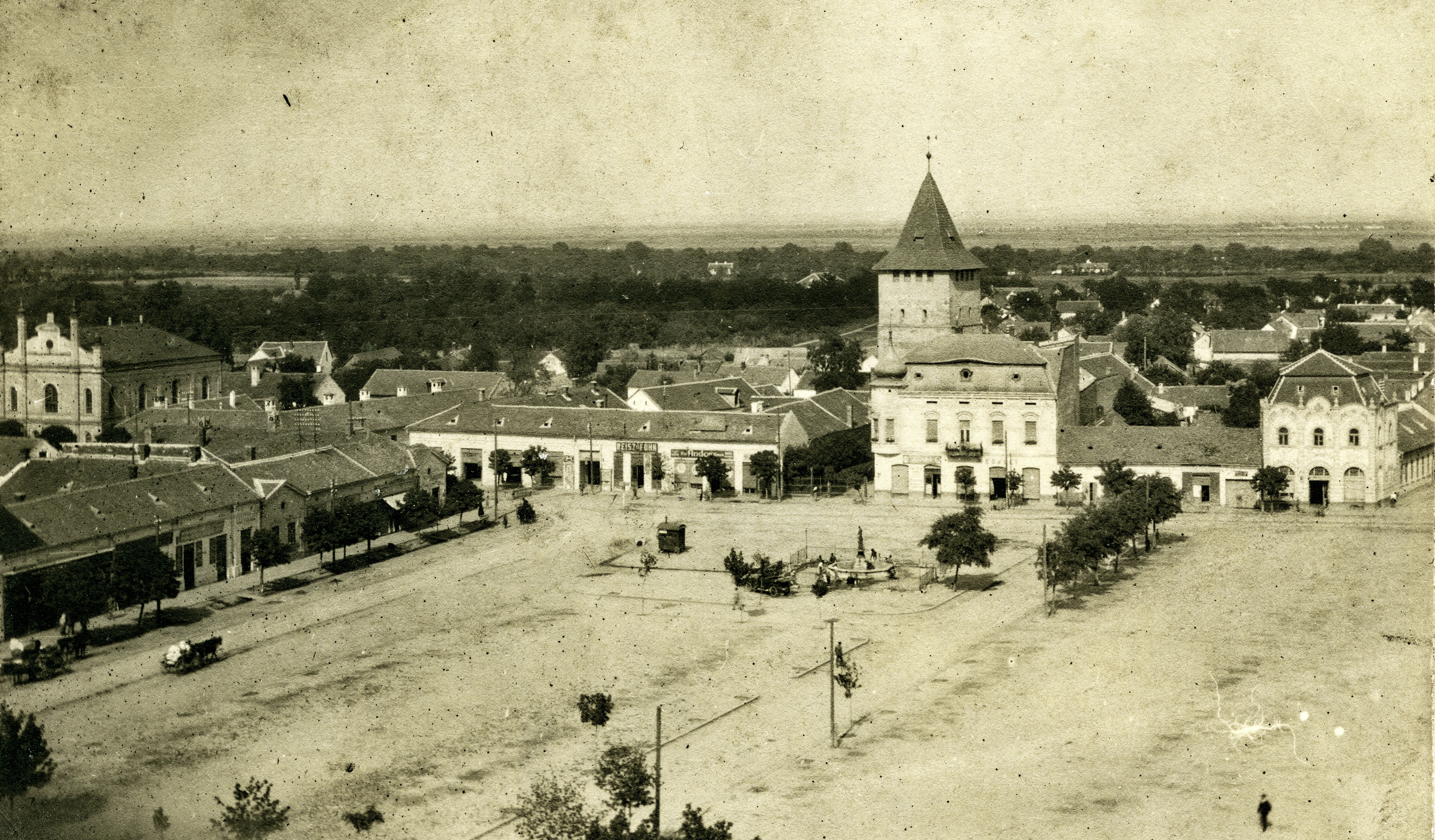
Torre de Ciunt i el centre de la ciutat el 1917
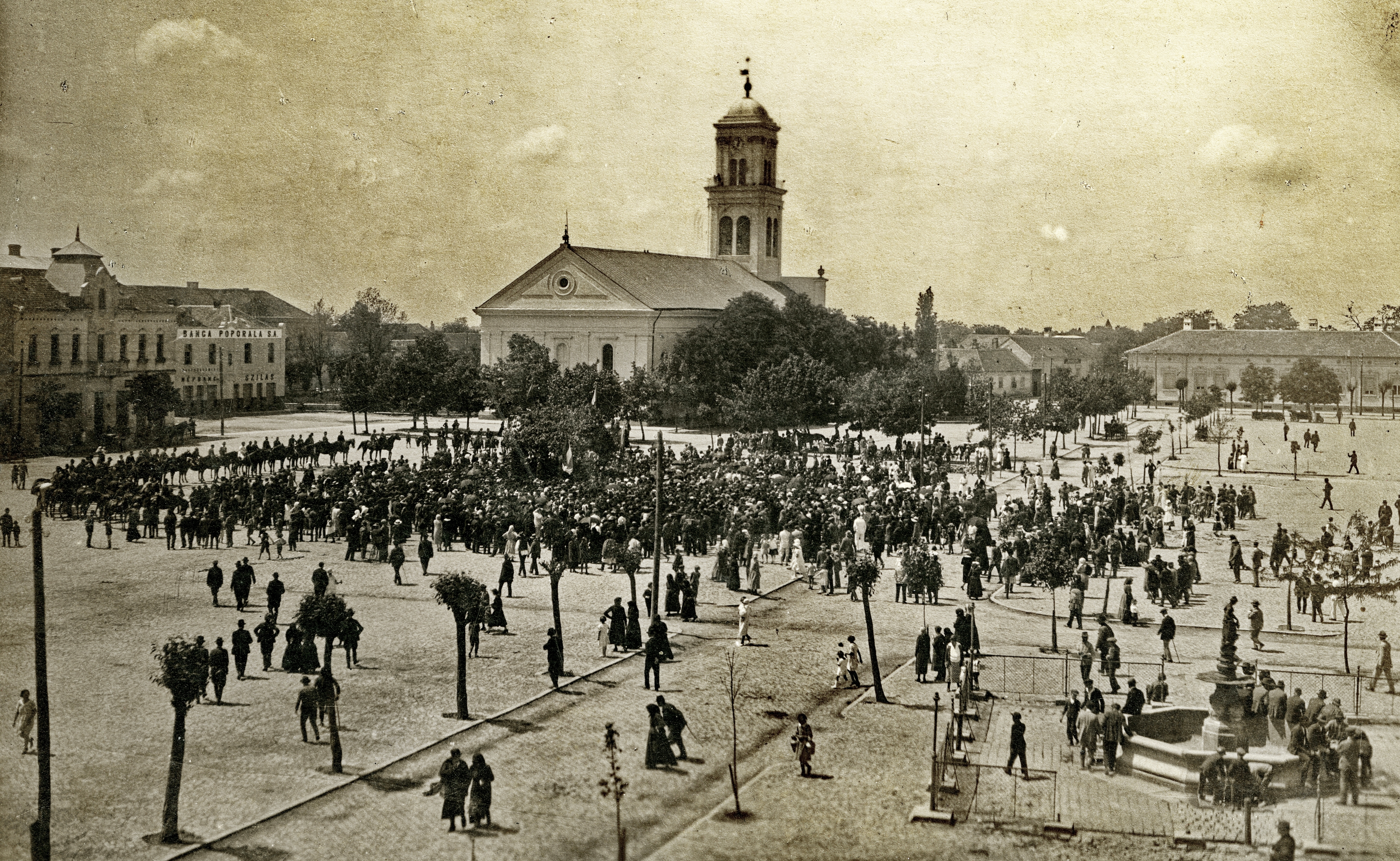
Catedral reformada i el centre de la ciutat el 1917